# Asankhurd
Asankhurd è una suddivisione dell'India, classificata come census town, di 8.064 abitanti, situata nel distretto di Panipat, nello stato federato dell'Haryana. In base al numero di abitanti la città rientra nella classe V (da 5.000 a 9.999 persone).

## Geografia fisica
La città è situata a 29° 24' 15 N e 76° 52' 12 E.

## Società

### Evoluzione demografica
Al censimento del 2001 la popolazione di Asankhurd assommava a 8.064 persone, delle quali 4.399 maschi e 3.665 femmine. I bambini di età inferiore o uguale ai sei anni assommavano a 686, dei quali 384 maschi e 302 femmine. Infine, coloro che erano in grado di saper almeno leggere e scrivere erano 6.596, dei quali 3.859 maschi e 2.737 femmine.